# Curling az 1924. évi téli olimpiai játékokon
Az 1924. évi téli olimpiai játékokon a curlingtornát január 28. és 30. között rendezték meg Chamonix-ban, négy csapat részvételével. Sokáig csak bemutatóként tartották számon a Chamonix-i tornát, 2006-ban nyilvánította hivatalos versennyé a Nemzetközi Olimpiai Bizottság.

## Éremtáblázat
(A rendező ország csapata eltérő háttérszínnel, az egyes számoszlopok legmagasabb értéke, vagy értékei vastagítással kiemelve.)
| Az 1924. évi téli olimpiai játékok éremtáblázata curlingben | Az 1924. évi téli olimpiai játékok éremtáblázata curlingben | Az 1924. évi téli olimpiai játékok éremtáblázata curlingben | Az 1924. évi téli olimpiai játékok éremtáblázata curlingben | Az 1924. évi téli olimpiai játékok éremtáblázata curlingben | Olimpia  |
| ----------------------------------------------------------- | ----------------------------------------------------------- | ----------------------------------------------------------- | ----------------------------------------------------------- | ----------------------------------------------------------- | -------- |
|                                                             | Ország                                                      | Arany                                                       | Ezüst                                                       | Bronz                                                       | Összesen |
| 1.                                                          | Nagy-Britannia (GBR)                                        | 1                                                           | 0                                                           | 0                                                           | 1        |
|                                                             |                                                             |                                                             |                                                             |                                                             |          |
| 2.                                                          | Svédország (SWE)                                            | 0                                                           | 1                                                           | 0                                                           | 1        |
|                                                             |                                                             |                                                             |                                                             |                                                             |          |
| 3.                                                          | Franciaország (FRA)                                         | 0                                                           | 0                                                           | 1                                                           | 1        |
|                                                             |                                                             |                                                             |                                                             |                                                             |          |
| Összesen                                                    | Összesen                                                    | 1                                                           | 1                                                           | 1                                                           | 3        |

## Érmesek
| Az 1924. évi téli olimpiai játékok érmesei férfi curlingben | Az 1924. évi téli olimpiai játékok érmesei férfi curlingben | Az 1924. évi téli olimpiai játékok érmesei férfi curlingben                                                        | Az 1924. évi téli olimpiai játékok érmesei férfi curlingben |
| --- | --- | --- | ----------------------------------------------------------- |
| Arany | Ezüst | Bronz |                                                             |
| Nagy-Britannia (GBR) | Svédország (SWE) I. és II. | Franciaország (FRA)                                                                                                |                                                             |
| John T. S. Robertson-Aikman (kapitány) William K. Jackson (skip) Robin Welsh Thomas Murray Tartalék: Laurence Jackson John McLeod William Brown Major D. G. Astley | I. csapat: Johan Petter Åhlén Carl Axel Pettersson Karl Wahlberg Carl August Kronlund II. csapat: Carl Wilhelm Petersén Ture Ödlund Victor Wetterström Erik Severin | Henri Cournollet (kapitány és skip) Georges André Armand Bénédic Jacques Canivet Tartalék: H. Aldebert, R. Planque |                                                             |

## Eredmények
- Svédország a két mérkőzésén két különböző összeállításban játszott.

| 1924. január 28. |  | Svédország (SWE) (II.) | 18 – 10 | Franciaország |  |  |
| 1924. január 28. |  |                        |         |               |  |  |

| 1924. január 29. |  | Nagy-Britannia (GBR) | 38 – 7 | Svédország (I.) |  |  |
| 1924. január 29. |  |                      |        |                 |  |  |

| 1924. január 30. |  | Nagy-Britannia (GBR) | 46 – 4 | Franciaország |  |  |
| 1924. január 30. |  |                      |        |               |  |  |

Végeredmény
| Nemzet         | Gy | V | P+ | P– |
| -------------- | -- | - | -- | -- |
| Nagy-Britannia | 2  | 0 | 84 | 11 |
| Svédország     | 1  | 1 | 25 | 48 |
| Franciaország  | 0  | 2 | 14 | 64 |

| Az 1924. évi téli olimpiai játékok férfi curlingtornájának olimpiai bajnoka |
| · NAGY-BRITANNIA · 1. cím                                                   |
| --------------------------------------------------------------------------- |